# Binnen-I

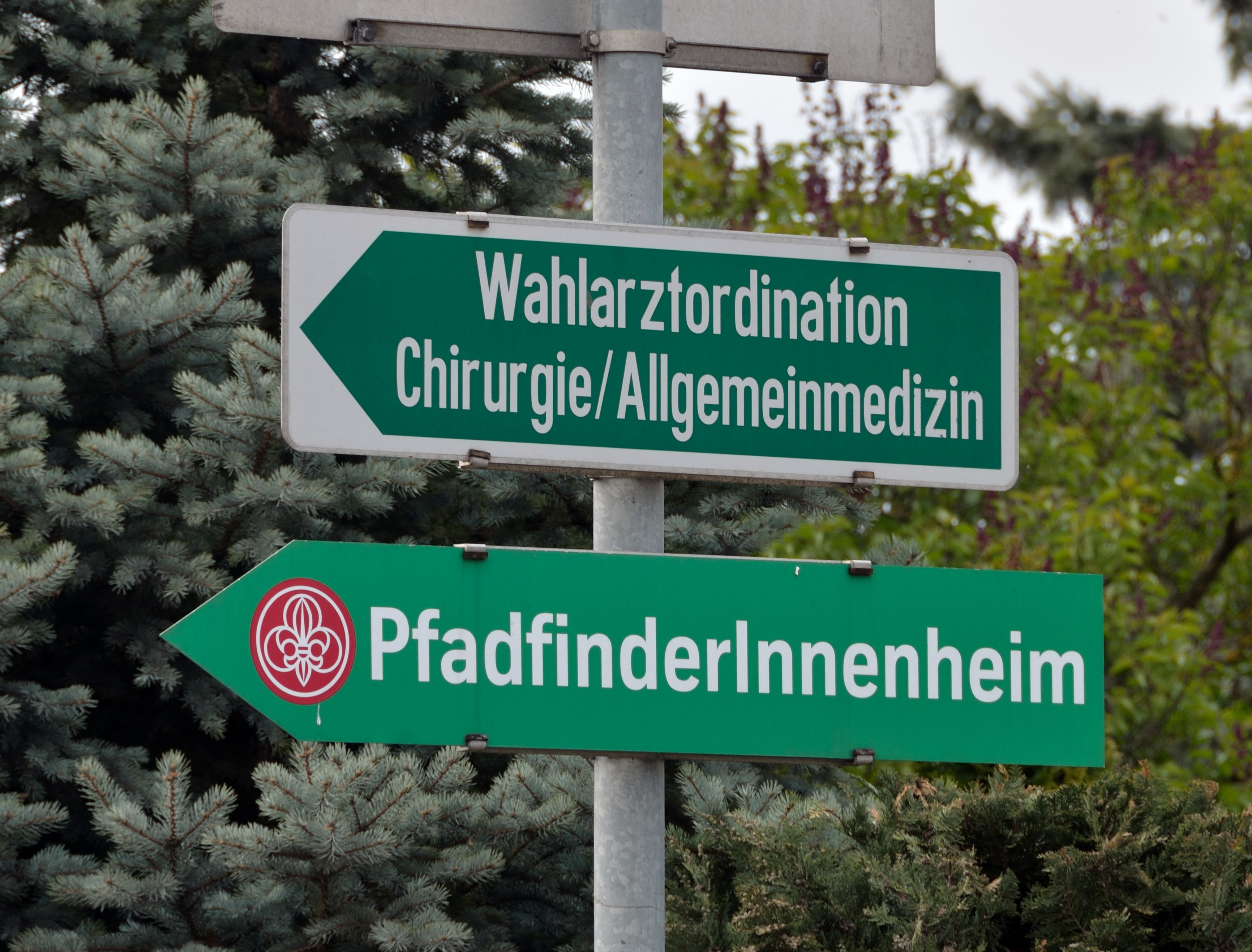
Binnen-I auf einem Wegweiser zu einem Pfadfinderheim (Gablitz, Niederösterreich 2014)

Binnen-I bezeichnet die Verwendung des Großbuchstabens I im Wortinneren als Mittel der geschlechtergerechten Schreibung im Deutschen. Das als Binnenmajuskel verwendete große „I“ wird hierbei in Personenbezeichnungen genutzt zur Vermeidung von generischen Maskulinformen (Lehrer), um die verkürzte Paarform (Lehrer/-innen) ohne Schrägstrich zu einem Wort zusammenzuziehen: LehrerInnen (LehrerInnen); seltener im Singular: ein/e LehrerIn. Unpassend kann das Binnen-I sein, wenn sich nicht zwei einzeln lesbare Ausdrücke ergeben (siehe Problemfälle bei Kurzformen), beispielsweise bei „KollegIn“ (Kollege fehlt) oder bei Umlautungen wie „ÄrztIn“ (Arzt fehlt).
Die gegenderte Schreibweise mit Binnen-I entstand 1981 aus der Verschmelzung des Schrägstrichs mit dem kleinen „i“ der femininen Endung -in. Beim Vortragen kann das Binnen-I zu einer Beidnennung aufgelöst (Lehrer und Lehrerinnen) oder mit einer kurzen Sprechpause zum Ausdruck gebracht werden: Lehrer-Innen [ˈleːʁɐʔɪnən], was einem Glottisschlag entspricht  und „Gender-Pause“ genannt wird. Die wortinterne Großschreibung ist zwar nicht Bestandteil der amtlichen Rechtschreibung, wird von ihr aber auch nicht abgelehnt. Der „Rechtschreibduden“ führt 2020 das Binnen-I als „vom amtlichen Regelwerk nicht abgedeckte“ Möglichkeit des „geschlechtergerechten Sprachgebrauchs“ auf. Befürworter verweisen auf den Einbezug von Frauen bei vorteilhafter Kürze der Schreibweise – demgegenüber erkennt die Gesellschaft für deutsche Sprache das Binnen-I nicht als geeignetes Mittel an, um diskriminierungsfreie Sprache umzusetzen.

## Geschichte
1996 kommentierte eine vielzitierte Glosse von Sabine Etzold in der Wochenzeitung Die Zeit die zunehmende Verbreitung des Binnen-I: „Die deutsche Sprache wird einer Geschlechtsumwandlung unterzogen“. 1999 fasste Birgit Eickhoff, Mitglied der Duden-Redaktion, die Entwicklung zusammen: „Es scheint nun tatsächlich so zu sein, dass die Breitenwirkung der feministischen Sprachkritik mit eben jenem großen I einsetzte.“

### Vorgeschichte
Schon im 19. Jahrhundert entwickelte sich für paarige Personenbezeichnungen eine verkürzende Schreibweise mit Klammern, bei der die weibliche Wortendung eingeklammert an die männliche Bezeichnung angehängt wird: Schüler(innen). Ab den 1940ern verbreitete sich die Schreibweise mit Schrägstrich mit Ergänzungsstrich (Schüler/-innen). Im Rahmen der zweiten Frauenbewegung ab den 1960ern wurde der einfache Schrägstrich (Schüler/innen) verstärkt eingesetzt, um Frauen sichtbar zu machen, während allgemein noch der Gebrauch von rein männlichen Personenbezeichnungen zur geschlechtlichen Verallgemeinerung üblich war (generisches Maskulinum: alle Schüler). Ab den späten 1970er-Jahren entwickelte die Feministische Linguistik das Konzept der „geschlechtergerechten Sprache“ und passende Formulierungsmöglichkeiten, um Frauen auch sprachlich gleich und diskriminierungsfrei zu behandeln. Befördert wurde diese Entwicklung 1979 durch den Beschluss der UN-Konvention zur Beseitigung jeder Form von Diskriminierung der Frau.

### Erstverwendung
Die Erstverwendung beansprucht der Journalist Christoph Busch, der 1981 in seinem Buch über Freie Radios die Schreibweise „HörerInnen“ verwendete, in Abwandlung der üblichen Formen Hörer/Hörerinnen oder Hörer/-innen. Busch beschrieb seine Erfindung als „Geschlechtsreifung des ‚i‘ [durch] Auswachsen zum ‚I‘ infolge häufigen Kontakts zum langen Schrägstrich“. Im Satiremagazin Titanic erklärte Busch 1989: „Um den Geschlechtern Gerechtigkeit und mir Bequemlichkeit anzutun, ließ ich es zum großen ‚I‘ kommen: Trennung und Verbindung auf einen Streich in einem Strich“.
Als Nächstes wurde das Binnen-I im Jahr 1983 in einem Flugblatt von Radio LoRa aus Zürich verwendet. Die Wochenzeitung WOZ griff diese Schreibweise erstmals in einem Bericht über diesen Sender auf und führte es im Dezember 1983 als offizielle Schreibweise für alle Personenbezeichnungen ein; seitdem wurde das Binnen-I konsequent verwendet, bis es im September 2021 abgelöst wurde durch den Gender-Doppelpunkt (Details).

### Binnen-I in der „taz“
Teile der taz-Redaktion in Berlin ließen sich ab 1986 von der WOZ inspirieren und benutzten das Binnen-I in ihren Artikeln. Allerdings war dies mit ideologischen Auseinandersetzungen innerhalb der Redaktion verbunden und wurde weniger konsequent angewandt als bei der WOZ. Ute Scheub merkte 2003 an, dass in der taz auch Frauen das Binnen-I wieder seltener anwenden würden – die einen, um nicht als Feministinnen zu gelten, die anderen, um als überzeugte Feministinnen nicht als „altbacken“ zu gelten. Jahre später ist es dort fast verschwunden. Im Jahr 2008 beschwerte sich der Publizist Henryk M. Broder in seinem Kommentar Das große I der Idiotie über die „Feminisierung des Alltags in Deutschland“ und erklärte: Das „hat mit der Struktur der deutschen Sprache zu tun. Vor etwa 20 Jahren hat die Berliner ‚taz‘ das große ‚I‘ erfunden, seitdem gibt es die LeserInnen.“

### Binnen-I in Parlamenten
1989 wurde im Berliner Senat von SPD und Alternativer Liste die Einführung des Binnen-I für offizielle Verwaltungsdokumente beschlossen. Nachdem die Partei Bündnis 90/Die Grünen im Jahr 1990 in den Landtag von Nordrhein-Westfalen eingezogen war, verwendete sie das Binnen-I in einigen Anträgen und Anfragen. Dies wurde ihnen kurz darauf von der Landtagspräsidentin Ingeborg Friebe (SPD) untersagt, solange diese Schreibweise nicht in das Rechtschreibwörterbuch Duden aufgenommen sei. Im selben Jahr beschloss der Magistrat der Stadt Wiesbaden, innerhalb der Verwaltung männlicher Sprache entgegenzutreten, und empfahl ausdrücklich die Schreibweise mit Binnen-I.
1990 fasste die bundesdeutsche interministerielle „Arbeitsgruppe Rechtssprache“ ihre Einschätzung des Binnen-I zusammen: „Sprechen und Lesen lassen sich diese Ausdrücke nicht so, daß der Bezug auf Männer und Frauen gleichermaßen deutlich wird […] Nach Ansicht der Arbeitsgruppe ist die Schreibweise mit dem großen I für die Vorschriftensprache ungeeignet.“

## Rechtschreibung
Die Verwendung einer Großbuchstabens im Inneren eines Worts (Binnenmajuskel) ist nicht Bestandteil der offiziellen Rechtschreibregeln.
Österreichisches Wörterbuch
Im Österreichischen Wörterbuch (ÖWB) von 2009 wurden Varianten mit Klammer oder Schrägstrich sowie das Binnen-I dargestellt. Zu letzterem merkte die ÖWB-Redaktion an: „Das große I im Wortinneren wird im amtlichen Regelwerk nicht behandelt. Daraus kann aber nicht geschlossen werden, dass der Gebrauch fehlerhaft ist.“ Zu allen Varianten ist abschließend hinzugefügt: „Von den Schreibenden ist zu bedenken, dass die einzelnen Möglichkeiten der Darstellung unterschiedlich bewertet werden.“
Rat für deutsche Rechtschreibung
Im Jahr 2014 teilte der Rat für deutsche Rechtschreibung (Regulierungskörper der deutschsprachigen Rechtschreibung) mit, „dass die Binnengroßschreibung nicht Gegenstand des amtlichen Regelwerks ist; sie wird unter den Verwendungsweisen, die gegenwärtig der Großschreibung zugewiesen werden, nicht erwähnt“. Das Binnen-I sei im Hinblick auf die Normschreibung weder richtig noch falsch, weil es einen „graphostilistischen Charakter“ habe und sich somit im Bereich der Textgestaltung bewege.
Im November 2018 analysierte der Rat für deutsche Rechtschreibung die Vorkommen des Binnen-I in Textsorten und dazu bestehende Leitlinien, gab aber selber keine Empfehlung ab; er hielt fest: „Der Schreibgebrauch zeigt zwar in den letzten Jahren sowohl in Deutschland wie in Österreich einen signifikanten Rückgang des Binnen-I, aber die Frequenz dieser Form ist immer noch um den Faktor 15 größer als die des Asterisks.“
 Duden
Im Jahr 2001 wertete die Duden-Sprachberatung in ihrem Newsletter das Binnen-I als Verstoß „gegen die für das Deutsche geltende Regel, dass es Großschreibung nur am Wortanfang (eines Substantivs) geben kann“. Als Abhilfe wurde damals empfohlen, Klammern oder einen Schrägstrich plus Bindestrich zu setzen, beispielsweise Lehrer(innen) oder Lehrer/-innen, oder als höflichere Variante die Beidnennung Lehrerinnen und Lehrer zu verwenden. In der Duden-Ausgabe 2009 wird eine derartige Schreibweise nicht mehr grundsätzlich als gegen die Rechtschreibung verstoßend angesehen, da Großbuchstaben im Wortinnern (Binnenmajuskel) „nicht Gegenstand der amtlichen Rechtschreibregelung“ seien. Es wird darauf hingewiesen, dass „solche Schreibungen […] kontrovers diskutiert und für den allgemeinen Schreibgebrauch häufig abgelehnt“ werden. 2011 wurde im ersten Newsletter der Duden-Sprachberatung unter Verweis auf den Duden-Ratgeber für Geschäftskorrespondenz erneut festgestellt: „Die Verwendung des großen I im Wortinnern (Binnen-I) entspricht nicht den Rechtschreibregeln.“
Im August 2017 nahm der Duden das Wort „Binnen-I“ in seine 27. Auflage auf (neben „geschlechtergerecht“ und „Gender“) mit der Bedeutung: „Großbuchstabe I zur Darstellung von männlicher und weiblicher Pluralform innerhalb desselben Wortes“. Bereits im Jahr zuvor hatte die Dudenredaktion erklärt: „[…] die Binnengroßschreibung ist nicht Gegenstand des amtlichen Regelwerks.“
Das Handbuch geschlechtergerechte Sprache aus dem Dudenverlag erklärte zur Normierung:

„Aktuell, im Frühjahr 2020, sind diese Möglichkeiten, d. h. Binnen-I, Genderstern, Gendergap, Doppelpunkt und Mediopunkt zwar noch nicht Bestandteil der amtlichen Rechtschreibung, doch sind die drei zuerst genannten als weitverbreitete und legitime Mittel des Strebens nach geschlechtergerechtem schriftlichen Ausdruck durchaus anerkannt und werden auch in den Sitzungen des Rats für deutsche Rechtschreibung zumindest diskutiert […].“

 Im August 2020 erschien die 28. Auflage des Rechtschreibdudens mit einer dreiseitigen Übersicht Geschlechtergerechter Sprachgebrauch, in der keine Regeln oder Normen vorgegeben, sondern nur Möglichkeiten aufgezeigt werden, die aktuell im Deutschen zur geschlechtergerechten Formulierung zu finden sind. Zum Binnen-I erklärt der Duden: „Vom amtlichen Regelwerk nicht abgedeckt sind Schreibweisen wie die folgenden: […] mit Binnen-I (wortinterne Großschreibung): SchülerInnen“.
 Brailleschriftkomitee
Das Brailleschriftkomitee der deutschsprachigen Länder (BSKDL) aktualisierte 2018 ihr Grundlagenwerk Die Textschrift: Das System der deutschen Brailleschrift, das zwei Möglichkeiten erklärt für „Wörter, in denen ein großes I sowohl die weibliche als auch die männliche Bedeutung anzeigt, sowie für Namen und zusammengesetzte Wörter mit Binnengroßschreibung (Großbuchstaben im Wortinneren)“. Als Beispiel dient das Wort SchülerIn.

## Verbreitung
Im Jahr 2020 führte das Leibniz-Institut für Deutsche Sprache eine Analyse des Kern-Textkorpus des Rats für deutsche Rechtschreibung durch, um die Häufigkeiten der Varianten geschlechtergerechter Schreibung für den Ausdruck Bürger im Zeitraum von 1995 bis 2019 zu ermitteln. Rund 2 Mio. Treffern für die generische Maskulinform standen insgesamt nur 15.500 Treffer für „mehrere Geschlechter kennzeichnende Schreibungen“ gegenüber (weniger als 0,01 %, Häufigkeitsklasse 16, Frequenzklasse II), durchgehend angeführt vom Binnen-I:
| Varianten           | 1995 | 2000 | 2005 | 2010 | 2011 | 2012 | 2013 | 2014 | 2015 | 2016 | 2017 | 2018 | 2019 |
| ------------------- | ---- | ---- | ---- | ---- | ---- | ---- | ---- | ---- | ---- | ---- | ---- | ---- | ---- |
| BürgerIn            | 426  | 326  | 377  | 265  | 314  | 326  | 352  | 313  | 351  | 296  | 320  | 328  | 333  |
| Bürger und Bürgerin | 41   | 225  | 270  | 229  | 282  | 247  | 235  | 246  | 175  | 188  | 166  | 205  | 268  |
| Bürger*in           | 0    | 0    | 0    | 0    | 0    | 4    | 0    | 5    | 54   | 37   | 99   | 183  | 268  |
| Bürger/in           | 18   | 53   | 46   | 37   | 31   | 39   | 40   | 35   | 27   | 42   | 41   | 37   | 40   |
| Bürger/-in          | 1    | 4    | 13   | 19   | 33   | 40   | 31   | 13   | 19   | 17   | 16   | 13   | 21   |
| Bürger_in           | 0    | 0    | 0    | 1    | 0    | 3    | 6    | 5    | 8    | 12   | 10   | 0    | 0    |

Die Stadtverwaltung von Hannover (Niedersachsen) nutzte das Binnen-I ab 2003, wechselte aber 2019 zur Verwendung des Gendersternchens.
 Im Februar 2020 ermittelt das Medienunternehmen news aktuell in einer Online-Umfrage bei deutschen Pressestellen und PR-Agenturen, dass 18 % der 415 befragten Kommunikatoren das Binnen-I verwenden. In der Schweiz werden 92 Kommunikatoren befragt, von ihnen nutzen es 21 % (siehe Auswertungstabelle).
In Deutschland empfehlen mehrere Hochschulen auch weiterhin das Binnen-I zur verkürzten Beidnennung, teils zusätzlich zu Genderzeichen (vergleiche Liste von Hochschulen, die Genderzeichen nutzen):
- Die Hochschule für angewandte Wissenschaften München verwendet es seit 2015: MitarbeiterInnen.[28]
- Die Universität Marburg nutzt es bei Kurzformen seit 2016 neben Schrägstrich, Gendersternchen und Gender-Gap (Unterstrich): PraktikantInnen.[29]

### Österreich
In Österreich gab es erstmals 1987 linguistische Empfehlungen zur sprachlichen Gleichbehandlung von Frauen und Männern. Im Folgenden hat sich – vor allem in Gesetzestexten – eine erklärende „Generalklausel“ durchgesetzt (vergleichbar einer Gender-Fußnote). Seit den 1990er-Jahren wird das Binnen-I vermehrt vor allem in Bereichen der öffentlichen Verwaltung und der Universitäten verwendet. Es wird als eine unter mehreren Möglichkeiten zur gesetzlich vorgeschriebenen „geschlechtsneutralen Formulierung“ offizieller Schriftstücke genannt, etwa bei Personalnachrichten oder Stellenausschreibungen.
Für sehbehinderte oder blinde Menschen wirkt das Binnen-I oft unverständlich, wenn Texte vom Computer vorgelesen oder auf Brailleschrift-Displays angezeigt werden. Die Ministerien haben ab 2009 teilweise damit begonnen, ihre Internetauftritte diesbezüglich zu überarbeiten.
Ab 2004 wurden in der Stadt Linz Zusatztafeln zu Verkehrsschildern mit dem Wortlaut „RadfahrerInnen“ angebracht; die Stadtverwaltung Wien verzichtete auf eine solche Beschilderung mit dem Hinweis auf die ohnehin geschlechtsneutralen Piktogramme, die nur Fahrräder zeigten.
 Im Sommer 2014 führte das Meinungsforschungsinstitut Unique research für das Nachrichtenmagazin profil eine Online-Befragung mit 500 Personen durch:
- 55 % für eine Bezugnahme auf Frauen in der Sprache (Binnen-I, Verwendung von männlicher und weiblicher Form)

40 % dagegen
05 % ohne Angabe
- 52 % meinen, Frauen hätten die gleichen Rechte wie Männer

46 % meinen, Frauen wären benachteiligt
02 % ohne Angabe
Im März 2020 erklärten die Redakteurinnen von dieStandard.at zum Weltfrauentag, nach 20 Jahren Binnen-I nun den Genderstern zu verwenden, „um mehr als zwei Geschlechter sichtbar zu machen.“

#### Verwaltung und Gesetze
Auf Grundlage von Art. 7 Abs. 2 Bundes-Verfassungsgesetz hat die Bundesregierung im Sinne des Gender-Mainstreaming im Juli 2000, Mai 2001 und April 2002 Ministerratsvorträge beschlossen, denen zufolge sowohl dem Gender-Mainstreaming-Konzept als auch dem geschlechtergerechten Sprachgebrauch in allen Ressorts besonderes Augenmerk zu schenken ist.
Der „Leitfaden geschlechtergerechtes Formulieren“ des Arbeitskreises Gender Mainstreaming der Landesverwaltung von Niederösterreich vom Februar 2006 empfiehlt das Binnen-I für „Textarten, die durch begrenzte Länge gekennzeichnet sind“; so schreibt etwa die Kanzleiordnung für die niederösterreichischen Landesdienststellen in der Dienstanweisung 01-01/00-0150 vom 6. Juni 2005 vor, dass in Briefvordrucken die Form „BearbeiterIn“ zu verwenden ist.
Das 1995 erlassene Bundesgesetz über Sicherheit und Gesundheitsschutz bei der Arbeit hat die amtliche Kurzbezeichnung ArbeitnehmerInnenschutzgesetz.
Anfang 2014 wurde der Plan des für die „Richtlinien zur Textgestaltung“ (ÖNORM A 1080) zuständigen Komitees für Büroorganisation und schriftliche Kommunikation im Austrian Standards Institute bekannt, die Norm dahingehend zu überarbeiten, den „eingeschlechtlichen Formulierungen den Vorzug“ zu geben. Das hätte unter anderem das Binnen-I als nicht normgerecht ausgeschlossen. Im für solche Neu-Normierungen vorgesehenen Stellungnahmeverfahren kam es zu kontroversen Diskussionen, die dazu führten, dass das Komitee im September 2014 vom Präsidium des Instituts aufgelöst wurde, weil es „nicht bereit war, mit jenen Personen in einen Dialog einzutreten, die andere Positionen vertreten, keine ernsthafte Auseinandersetzung mit den Ansichten der Stellungnehmenden gewährleistet war […]“. Im Oktober 2014 hat das Normungsinstitut bekanntgegeben, dass der „geschlechtersensible Umgang mit Sprache“ somit auch künftig nicht per ÖNORM geregelt wird.

#### Hochschulen

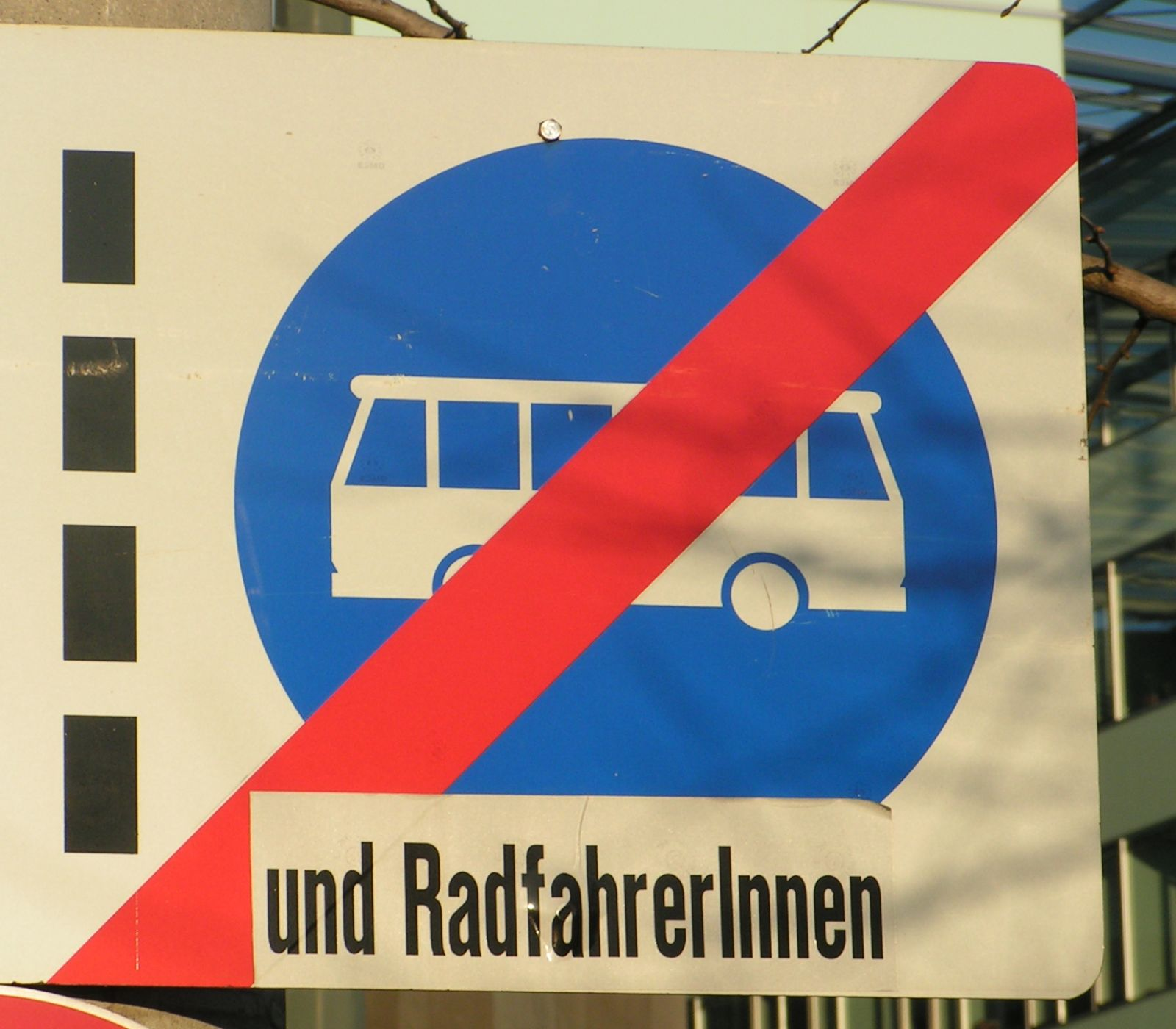
Binnen-I als Aufkleber auf dem Verkehrszeichen „Ende der Bus- und Radfahrer-Spur“ (Linz, Österreich 2005)

Im Jahr 2002 legte das Institut für Germanistik der Universität Wien in seinem Merkblatt Hinweise zur Manuskriptgestaltung und Zitierrichtlinien fest, „die grammatikalisch weibliche und männliche Form (z. B. Autor und Autorin) oder das große Binnen-I (z. B. AutorInnen) zu verwenden.“ 2019 verabschiedet sich die Universitätsverwaltung vom Binnen-I, weil es – wie auch die Beidnennung – nur zweigeschlechtlich ausgerichtet sei. Allgemein werden für die offizielle Kommunikation geschlechtsneutrale Bezeichnungen empfohlen sowie das Gendersternchen, um alle Geschlechter und Geschlechtsidentitäten einzuschließen: Leser*innen; es könne aber auch der Gender-Gap oder ein Apostroph verwendet werden: Leser_innen, Leser’innen.
Die Universität Linz nutzt seit 2009 neben dem Schrägstrich für die zusammengezogene Paarform auch das Binnen-I: ein/e StudentIn, alle KollegInnen. Der Vorteil des Binnen-I läge in der Kürze und der Einheitlichkeit und sei besonders im Plural eine gute Alternative zur vollständigen Beidnennung. Die Großschreibung eines Buchstabens am Wortende des Artikels wird anstatt des Schrägstrichs verwendet: einE StudentIn.
Die Medizinische Universität Graz nutzt das Binnen-I seit 2014 für Kurzformen, neben dem Schrägstrich mit Bindestrich: PatientInnen, Patient/-in.

### Schweiz
Die linke Wochenzeitung WOZ verwendete das Binnen-I ab 1983 konsequent für Personenbezeichnungen, bis es im September 2021 abgelöst wurde durch den Gender-Doppelpunkt (Details).
2009 hielt die Bundeskanzlei in ihrem Leitfaden zum geschlechtergerechten Formulieren im Deutschen als verbindlich für deutschsprachige Texte der Bundesverwaltung fest: „Das Binnen-I ist nicht zugelassen.“ Stattdessen darf in verkürzten Texten der Schrägstrich ohne Bindestrich verwendet werden: Bürger/innen.
Die Universität Zürich verwendete seit dem Jahr 2000 neben abgekürzten Paarformen mit Schrägstrich auch das Binnen-I: SachbearbeiterInnen; seit 2018 nutzt die Hochschulverwaltung Genderstern und Unterstrich als gendergerechte Schreibweise (vergleiche Schweizer Hochschulen, die Genderzeichen nutzen). Die Universität Bern empfiehlt es neben dem Schrägstrich bei Platzknappheit: MitarbeiterInnen.
Im Februar 2020 ermittelt das Medienunternehmen news aktuell in einer Online-Umfrage bei 92 schweizerischen Kommunikatoren, dass 21 % das Binnen-I verwenden. In Deutschland verwenden es 18 % der 415 befragten Kommunikatoren (siehe Auswertungstabelle).

### UNESCO
Im Jahr 1987 verabschiedete die UNESCO eine Resolution für einen nicht sexistischen Sprachgebrauch. Dies führte zu den gleichnamigen Richtlinien für einen nicht-sexistischen Sprachgebrauch, herausgegeben 1993 von der Deutschen UNESCO-Kommission. Neben Empfehlungen zum Gebrauch der weiblichen Form und des Binnen-I stellten diese frühen Richtlinien verschiedene Varianten geschlechtergerechter Sprache vor.

## Rezeption

### Befürwortung
Die feministische Sprachwissenschaftlerin Luise F. Pusch – im Jahr 1980 Mitautorin der ersten Richtlinien zum geschlechtergerechten Sprachgebrauch – griff das Binnen-I bald nach seinem Erscheinen 1981 auf und erklärte es zur angemessenen Form, um Frauen schriftbildlich sichtbar zu machen und diskriminierungsfrei zu formulieren. 2020 gab Pusch an, dass sie damals die Aussprache von Binnen-I-Wörtern mit einem „Knacklaut“ (Glottisschlag) erfunden habe; dabei wird das Wort LehrerInnen mit einer Wortfuge ausgesprochen, als ob ein Bindestrich vor dem großen „I“ stände: Lehrer-Innen (siehe Gender-Pause). Pusch erklärte dazu: „Glottisschlag – Das habe ich erfunden! 1985 oder 86, als sich das große I allmählich durchsetzte, wurde ich gefragt: Wie soll man das denn aussprechen? Meine Antwort: mit einer Minipause, heute auch bekannt als Knacklaut. Den gibt es in vielen deutschen Wörtern.“ Pusch befürwortete auch den vermehrten Gebrauch des Glottisschlags in öffentlich-rechtlichen Medienanstalten seit der Corona-Krise und meinte, der „Knacklaut zur ‚Verlautbarung‘ des Femininums mit Genderstern für gemischtgeschlechtliche Gruppen: Expert*innen, Bürger*innenversammlung“ sei „vollendet geschlechtergerecht“.
Die Universität Zürich argumentierte in ihrem 2000 erschienenen Leitfaden zur sprachlichen Gleichbehandlung von Frau und Mann, dass bei Anwendung generischer Maskulinformen (Lehrer) weibliche Personen im Bewusstsein der Leserschaft häufig in den Hintergrund rücken würden. Neben neutralen Formen der geschlechtergerechten Sprache solle durch verkürzte Beidnennung mit Binnen-I in der Schriftsprache die Sichtbarmachung von Frauen durch ihre Miterwähnung gewährleistet werden. Insbesondere beim Verfassen von Protokollen, kurzen Mitteilungen und Aktennotizen gelte es als bequemes Mittel.
In empirisch-psychologischen Studien der Folgejahre wurde festgestellt, dass durch Verwendung des Binnen-I beide Geschlechter gedanklich vermehrt einbezogen werden; diese Wirkung sei beim Binnen-I im Vergleich zu Beidnennungen (Paarformen) teilweise stärker ausgeprägt. Claudia Mahs von der Projektstelle für Gender-Studien in Forschung und Lehre an der Universität Paderborn erklärte 2017, ein Vorteil des Binnen-I läge in der Kürze und Einheitlichkeit der Schreibweise. Besonders im Plural würde es von Befürwortern als geeignete Alternative zu anderen, längeren Formen der geschlechtergerechten Schreibweise gesehen.

### Kritik
Im Jahr 2001 führte die Erziehungspsychologin Elke Heise eine experimentelle Studie zum Verständnis des Binnen-I durch, bei der Versuchspersonen aufgefordert wurden, Personenbeispiele zu nennen. Die Verwendung von Personenbezeichnungen im generischen Maskulinum führte „zu einem höheren Anteil repräsentierter Männer, die Binnen-I-Form dagegen zu einem höheren Anteil repräsentierter Frauen“, während die Schreibweise mit Schrägstrich eine Gleichverteilung männlicher und weiblicher Repräsentationen bewirkte. Auch die Sprachwissenschaftlerin Lisa Irmen befand 2006, dass das Binnen-I „nicht geschlechtergerecht funktioniert“.
Vertreter der Queer-Theorie kritisierten schon früh die Hervorhebung der Zweigeschlechtlichkeit durch das Binnen-I, es würden nur die grammatisch männliche und die weibliche Wortform genannt. Als Ausweg wurde im Jahr 2003 der mittlerweile „Gender-Gap“ genannte Unterstrich vorgeschlagen (Schüler_innen), um einen „offenen Ort“ für alle Geschlechter und Geschlechtsidentitäten anzuzeigen; er kann aber auch mit dem Binnen-I kombiniert werden: Schüler_Innen. Ab 2009 trat das Gendersternchen zunehmend an die Stelle des Unterstrichs (Schüler*innen), erreichte aber bis Ende 2018 nicht die Verbreitung des Binnen-I. Als neues Genderzeichen wurde ab 2016 aus Gründen der technischen Barrierefreiheit zunehmend der Gender-Doppelpunkt verwendet (Schüler:innen).
Das Nachrichtenmagazin Focus kritisierte 2010 am Binnen-I, es entstünden typografische Problemfälle, weil in vielen gängigen Schrifttypen das große I und kleine l gleich aussähen, beispielsweise im Wort „PolInnen“ (PolInnen).

### Ablehnung
Der Deutsch-Gymnasiallehrer Tomas Kubelik lehnte das Binnen-I 2014 rundum ab: „Wir sollten nur Wörter schreiben, die es auch gibt. Das Wort LehrerIn kann es nicht geben: Denn welchen Artikel sollte es haben? Und was sollte es bedeuten? Und wie sollte z. B. der Genitiv lauten? Des Lehrers und der Lehrerin lässt sich nicht zu einer sinnvollen Buchstabenfolge verschmelzen. Das Binnen-I versagt bei Personenbezeichnungen, die in der femininen Form einen Umlaut aufweisen oder bei denen der letzte Buchstabe wegfällt: AnwaltIn, KochIn, BiologeIn, JudeIn.“
 Gesellschaft für deutsche Sprache
Die Gesellschaft für deutsche Sprache (GfdS) veröffentlichte Mitte 2020 ihre Leitlinien der GfdS zu den Möglichkeiten des Genderings und wies auch auf „Schwierigkeiten“ bei der Verwendung des Binnen-I hin:

„Beurteilung durch die GfdS

Die Gesellschaft für deutsche Sprache empfiehlt die Schreibung mit Binnenmajuskel nicht: Zwar wird sie von der offiziellen Rechtschreibung nicht explizit abgelehnt, da sie kein Bestandteil des amtlichen Regelwerks ist, allerdings entspricht sie eben auch nicht den geltenden Rechtschreibregeln. Problematisch stellt sich zudem dar, dass bei Weglassen der Endung oft grammatisch fehlerhafte Formen entstehen (nicht: ÄrztInnen, den SchülerInnen); dies verstärkt den Eindruck, dass nur oder vor allem Frauen gemeint sind, es könnte als Ausdruck eines generischen Femininums gesehen werden (s. dort). Hervorgehoben wird dies, wenn ein Wort gänzlich in Versalien geschrieben wird: Es ist dann nicht mehr erkennbar, dass auch Männer gemeint sind (TEILNEHMERIN, MALERIN). […]

Schwierigkeiten entstehen bei Umlautungen – nicht: ÄrztIn, BauerIn.

Problematisch ist es auch, wenn weibliche und männliche Form unterschiedliche Endungen haben, zum Beispiel bei flektierten Formen – nicht: KollegIn, ÄrztInnen, den SchülerInnen.

[…] besser nicht: die/der SchülerIn und ihre/seine Eltern, einE guteR SchülerIn. […] besser nicht:  die SchülerIn und ihre Eltern […].

Werden Personenbezeichnungen mit Binnenmajuskel vorgelesen, erwecken sie den Anschein, nur das weibliche Geschlecht sei gemeint.“